# Batalha (Portugal)
Pour les articles homonymes, voir Batalha.
Batalha est une municipalité (en portugais : concelho ou município) du Portugal, située dans le district de Leiria et la région Centre.

## Géographie
La municipalité est limitrophe :
- à l'ouest et au nord, Leiria,
- à l'est,  Ourém,
- au sud-est, Alcanena,
- au sud-ouest,  Porto de Mós.

## Histoire
La ville a été fondée par le roi Jean Ier, en même temps que démarrait la construction du monastère de Batalha (qui devait durer de 1386 à 1517), pour commémorer la victoire des troupes portugaises sur les troupes castillanes, lors de la bataille d'Aljubarrota, le 14 août 1385.
La ville proprement dite s'est vu octroyer sa charte municipale le 18 mars 1500.

## Patrimoine

### Monastère de Batalha

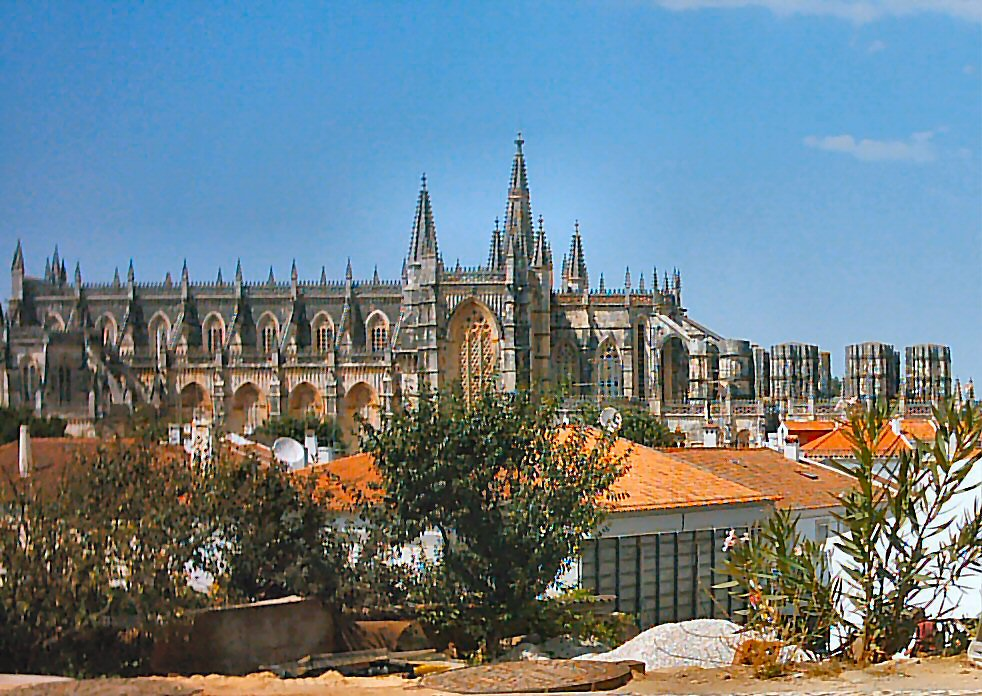
Monastère de Batalha

Le monastère de Batalha, dont le nom officiel est Convento de Santa Maria da Vitória, a été construit de 1385 à 1388. Il est inscrit au Patrimoine mondial de l'UNESCO.
Le monastère a été édifié pour commémorer la victoire des Portugais sur les Castillans à la bataille d'Aljubarrota en 1385. Accueillant des moines dominicains, le monastère de Batalha fut pendant deux siècles le grand chantier de la monarchie portugaise où se développa un style gothique national original. Le cloître royal est considéré comme un véritable chef-d'œuvre de l'art manuélin.

## Démographie
| 1801  | 1849  | 1900  | 1930  | 1960   | 1981   | 1991   | 2001   | 2004   |
| ----- | ----- | ----- | ----- | ------ | ------ | ------ | ------ | ------ |
| 2 510 | 2 445 | 7 107 | 9 634 | 13 811 | 12 588 | 13 329 | 15 002 | 15 542 |

| 2011   | - | - | - | - | - | - | - | - |
| ------ | - | - | - | - | - | - | - | - |
| 15 805 | - | - | - | - | - | - | - | - |

## Subdivisions
La municipalité de Batalha regroupe 4 paroisses (freguesia, en portugais) :
- Batalha
- Golpilheira
- Reguengo do Fetal
- São Mamede

## Administration
Depuis 1976, la municipalité de Batalha est dirigée par le PSD, sauf entre 1989 et 2001 où elle a été administrée par une majorité affiliée au CDS – Parti populaire.
Le maire, António Sousa Lucas a été élu sous l’étiquette CDS-PP en 1997 puis réélu en tant que PSD en 2001, 2005 et 2009.

### Élections municipales
Les élections municipales du 10 octobre 2009 ont été remportées par le PSD qui a obtenu 5 sièges sur 7 au bureau de la municipalité (executivo municipal) et 14 sur 21 au conseil municipal (assembleia municipal). Le PS a remporté respectivement 1 et 4 sièges et le CDS-PP 1 et 3.

### Conseil municipal
L’évolution des sièges au conseil municipal (assembleia municipal) est la suivante :
| Année | Sièges | PSD | PS | CDS-PP | PCP | PPM | Président                                  |
| ----- | ------ | --- | -- | ------ | --- | --- | ------------------------------------------ |
| 1976  | 8      | 3   | 2  | 3      |     |     | PSD                                        |
| 1979  | 24     | 16  | 3  | 5      | 1   |     | PSD                                        |
| 1982  | 24     | 14  | 5  | 5      |     | 1   | PSD                                        |
| 1985  | 21     | 14  | 3  | 4      |     |     | PSD                                        |
| 1989  | 21     | 8   | 3  | 10     |     |     | CDS-PP                                     |
| 1993  | 21     | 9   | 2  | 10     |     |     | CDS-PP                                     |
| 1997  | 21     | 8   | 2  | 11     |     |     | António J M Sousa Lucas, CDS-PP            |
| 2001  | 21     | 16  | 2  | 3      |     |     | António J M Sousa Lucas, PSD               |
| 2005  | 21     | 15  | 3  | 3      |     |     | António J M Sousa Lucas, PSD               |
| 2009  | 21     | 14  | 4  | 3      |     |     | António J M Sousa Lucas, PSD               |
| 2013  | 21     | 14  | 3  | 3      | 1   |     | Paulo Jorge Frazão Batista dos Santos, PSD |

## Jumelage
- Trujillo (Espagne) (Espagne) depuis 1992
- Joinville-le-Pont (France) depuis 2007